# Alone in the Dark (jogo eletrônico de 2024)
Alone in the Dark é um jogo de terror de sobrevivência desenvolvido pela Pieces Interactive e publicado pela THQ Nordic. O jogo é um remake do jogo de computador de Alone in the Dark (1992), o primeiro jogo da franquia. Está programado para ser lançado no Microsoft Windows, PlayStation 5 e Xbox Series X/S.

## Enredo
O jogo segue Emily Hartwood (Jodie Comer) e o investigador particular Edward Carnby (David Harbour) enquanto eles viajam para Derceto Manor, um lar para deficientes mentais, para investigar o desaparecimento de Jeremy Hartwood, tio de Emily.

## Desenvolvimento
Três anos após a má recepção de Alone in the Dark: Illumination (2015), a Atari SA vendeu a franquia Alone in the Dark para a THQ Nordic em setembro de 2018. A Pieces Interactive, que era mais conhecida pelo jogo Magicka 2 (2015), iniciou o o desenvolvimento do jogo em 2019. A equipe inspirou-se pelo sucesso dos remakes de Resident Evil 2 (2019) e 3 (2020). O jogo foi escrito por Mikael Hedberg, que já havia trabalhado na Frictional Games, em Amnesia: The Dark Descent (2010) e Soma (2015). Ele contará com um enredo original que incorpora personagens dos três primeiros jogos da franquia. O artista Guy Davis, mais conhecido por seu trabalho em filmes como Pacific Rim (2013), Crimson Peak (2015) e The Shape of Water (2017), foi recrutado para projetar os monstros apresentados no jogo. O criador da série, Frédérick Raynal, deu autorização à reimaginação, dizendo que a Pieces Interactive fez um ótimo trabalho preservando o "sentimento central" do jogo original.

## Lançamento
Em agosto de 2022, foi revelado no THQ Nordic's Showcase. Uma demonstração gratuita do jogo, intitulada "Prologue", foi lançada para todas as plataformas em maio de 2023. O jogo estava programado para ser lançado no Microsoft Windows, PlayStation 5 e Xbox Series X/S em 25 de outubro de 2023, mas foi adiado para 16 de janeiro de 2024 para conseguirem terminá-lo. Em dezembro de 2023, foi adiado novamente para 20 de março de 2024.

## Ligação externa
- «Sítio oficial»